# Replicants
Replicants — американський рок-гурт, що складається з Кена Ендрюса, Пола Д'амура, Грега Едвардса і Кріса Пітмана, який знаходиться у відпустці з 1996 року. У 1995 році гурт випустив тільки один однойменний кавер-альбом. Назва гурту походить від слова "реплікація" чи "копіювати", і покликана висміювати триб'ют-гурти (кавери).

## Походження
За кілька місяців після того, як Пол Д'Амур покинув гурт Tool, де він був бас-гітаристом він вирішив приєднатися до клавішника Кріса Піттмана і учасників гурту Failure — Кена Ендрюса та Грега Едвардса.

## 1996
Гурт не проіснував довго, і 1996 рік став вирішальним для долі колективу. Учасники вирішили розійтися різними шляхами: Кен продовжував виступати в якості сольного виконавця, а Кріс, Грег та Пол приєдналися до Бреда Ленера з гурту Medicine. Разом вони сформували колектив Lusk, де випустили альбом Free Mars.